# Volvo PV444
La Volvo PV444 est une automobile du constructeur suédois Volvo fabriquée de 1944 à 1957.
À l’origine de la Série PV, on trouve un véhicule dont la conception a commence au début des années 1940. À cette époque, Volvo avait décidé de produire une petite voiture économique. Ce projet devint la PV 444. L’industrialisation de la voiture occupa les équipes Volvo du début 1943 jusqu’en septembre 1944, date à laquelle elle fut présentée à la presse. La production était supposée démarrer en 1945 mais, faute de matières premières, ce fut impossible.
Finalement, c’est en 1947 que la production fut lancée avec l’objectif de sortir 12 000 véhicules. Pendant que l’usine se préparait, le premier prototype industriel, immatriculé 011 777, sillonnait la Suède pour effectuer les derniers tests de roulage. Ces tests comprenaient aussi un volet promotionnel car l’équipe d’essayeurs visita les 76 concessionnaires Volvo de Suède. Volvo n’ayant planifié que 12 000 véhicules, 10 000 exemplaires étaient vendus avant que la première voiture sorte de la ligne de production. Le moteur de la PV 444 sera d’abord le B4B pour être rapidement remplacé par le B14A. En 1957, la PV 444 sera équipée du B16A, pour les versions standards, ou du B16B pour les définitions « Sport ».
Vers la fin des années 1950, tout le monde pensait que la PV 444 serait remplacée par un tout nouveau modèle. En 1956, Volvo avait introduit l’Amazon et la Série 120 (121, 122S, 123GT). Mais pour des raisons de droit des marques, la commercialisation du nouveau modèle était impossible en dehors de la Suède.
Au volant de la PV 444, Gunnar Andersson a conquis le premier de ses deux titres en Championnat d'Europe des rallyes, à la fin de la saison 1958. Elle lui a permis de remporter le Midnattssolsrallyt la même année -ainsi qu'à Ture Jansson un an auparavant-, alors que Nils Fredrik Grøndahl et Arne Ingier empochent le Rallye Vicking en 1957 et 1958,.
En version "Historic", elle remporte par deux fois le Rallye Shell 4000 Calgari-Calgari, en 1994 et 1995. Malheureusement en 2007, Ove Andersson trouve la mort à son volant au retour d'un rassemblement vintage (le Continental Milligan Trial).
Le 25 août 1958, elle fut remplacée par la PV 544.
Le premier modèle à être équipé d'un pare-brise en verre feuilleté est la Volvo PV444 en 1944.